# 奧氏似弱棘魚
奧氏似弱棘魚，為輻鰭魚綱刺尾鯛目弱棘魚科似弱棘魚屬的其中一種，分布於西印度洋厄利垂亞海域，棲息深度18-80公尺，體長可達14.1公分，為底棲性魚類，屬肉食性，生活習性不明。

## 擴展閱讀
維基物種上的相關：奧氏似弱棘魚